# 陰子春
陰子春（いん ししゅん、生年不詳 - 551年）は、南朝梁の軍人。字は幼文。本貫は武威郡姑臧県。

## 経歴
陰智伯の子として生まれた。天監初年、宣恵将軍・西陽郡太守を初任とした。朐山戍主・東莞郡太守・南青州刺史を歴任して、普通年間に明威将軍・南梁州刺史に上った。さらに信威将軍・都督梁秦華三州諸軍事・梁秦二州刺史に転じた。太清2年（548年）、陝中の少数民族の反乱を攻撃して鎮圧した。建康に召還されて、左衛将軍となり、さらに侍中に転じた。大宝元年（550年）、子春は湘東王蕭繹の命を受けて王僧弁の麾下に入り、邵陵王蕭綸を郢州に攻撃した。また徐文盛とともに東下し、貝磯で侯景の部将の任約を撃破するなど、たびたび戦功を挙げた。大宝2年（551年）4月、侯景の部将の宋子仙に郢州を落とされると、子春は敗れて撤退した。江陵で死去した。
子に陰鏗があった。

## 伝記資料
- 『梁書』巻46 列伝第40
- 『南史』巻64 列伝第54